# Jydbæk (vandløb)
Jydbæk (dansk), Jydebæk (ældre dansk) eller Jübek (tysk) er et mindre vandløb i Sydslesvig i den nordtyske delstat Slesvig-Holsten. Jydbækken har sit udspring i Gammellund Sø, løber nord om Jydbæk by og munder efter få km ud i Trenen. Jydbæk har tilløb af Frederikså, Tagmadebæk og Belligbæk.
Jydbæk er første gang nævnt 1391. Vandløbet danner grænsen mellem Ugle Herred i nord og Strukstrup og Arns Herred i syd. Landsbyen af sammen navn ligger i Skt. Michaelis Sogn (Slesvig Landsogn) i Arns Herred. Den hed i middelalderen Judbu (Jydeby), senere blev vandløbets navn overført til stedet (måske som *Jyde(bæk)by). Ved Bredsted ved den dansk-frisiske græneskel har der også været et Jyd(e)bæk. Stednavne med folkenavne findes ofte i grænseegne og er givet af naboer. Her kan dog næppe være tale om et historisk sprog- eller folkegrænse, dansk blev endnu o. år 1800 talt helt ned til Arns Herreds sydgrænse. Det formodes, at navnet er givet af indvandrede svensker, som ikke regnede sig selv for jyder (sml. Gnupa og landsby Gøteby), måske afspejler åens navn også jydernes tidligere udbredelse mod syd.